# 科林納 (緬因州)
科林納（英語：Corinna）是一個位於美國緬因州佩諾布斯科特縣的鎮。

## 人口
根據2020年美國人口普查的數據，科林納的面積為102.20平方千米，當中陸地面積為100.18平方千米，而水域面積為2.02平方千米。當地共有人口2221人，而人口密度為每平方千米22人。